# Diphenylether-Herbizide
Die Diphenylether-Herbizide, auch Phenolether-Herbizide, sind  eine Gruppe von Herbiziden, die sich chemisch von Diphenylether ableiten. Die meisten von ihnen hemmen die Protoporphyrinogen-Oxidase, wodurch sich unter Lichteinfluss Peroxid-Radikale in der Zelle ansammeln.

## 2,4- oder 2,4,6-substituierte Diphenylether-Herbizide
|                                   | 2,4- oder 2,4,6-substituierte (benötigen Licht) | 2,4- oder 2,4,6-substituierte (benötigen Licht) | 2,4- oder 2,4,6-substituierte (benötigen Licht) | 2,4- oder 2,4,6-substituierte (benötigen Licht) | 2,4- oder 2,4,6-substituierte (benötigen Licht) | 2,4- oder 2,4,6-substituierte (benötigen Licht) | 2,4- oder 2,4,6-substituierte (benötigen Licht) | 2,4- oder 2,4,6-substituierte (benötigen Licht) | 2,4- oder 2,4,6-substituierte (benötigen Licht) | 2,4- oder 2,4,6-substituierte (benötigen Licht) | 2,4- oder 2,4,6-substituierte (benötigen Licht) | 2,4- oder 2,4,6-substituierte (benötigen Licht) | 2,4- oder 2,4,6-substituierte (benötigen Licht) |
| --------------------------------- | ----------------------------------------------- | ----------------------------------------------- | ----------------------------------------------- | ----------------------------------------------- | ----------------------------------------------- | ----------------------------------------------- | ----------------------------------------------- | ----------------------------------------------- | ----------------------------------------------- | ----------------------------------------------- | ----------------------------------------------- | ----------------------------------------------- | ----------------------------------------------- |
| Name                              | Nitrofen                                        | Bifenox                                         | Chlomethoxyfen                                  | DNCDE                                           | Fluordifen                                      | Acifluorfen                                     | Fluorglycofen-ethyl                             | Lactofen                                        | Oxyfluorfen                                     | Chlornitrofen                                   | CFNP                                            | Aclonifen                                       | Fomesafen                                       |
| Grundstruktur                     |                                                 |                                                 |                                                 |                                                 |                                                 |                                                 |                                                 |                                                 |                                                 |                                                 |                                                 |                                                 |                                                 |
| 2                                 | –Cl                                             | –Cl                                             | –Cl                                             | –NO2                                            | –NO2                                            | –Cl                                             | –Cl                                             | –Cl                                             | –Cl                                             | –Cl                                             | –Cl                                             |                                                 | –Cl                                             |
| 3                                 |                                                 |                                                 |                                                 |                                                 |                                                 |                                                 |                                                 |                                                 |                                                 |                                                 |                                                 |                                                 |                                                 |
| 4                                 | –Cl                                             | –Cl                                             | –Cl                                             | –Cl                                             | –CF3                                            | –CF3                                            | –CF3                                            | –CF3                                            | –CF3                                            | –Cl                                             | –Cl                                             |                                                 | –CF3                                            |
| 5                                 |                                                 |                                                 |                                                 |                                                 |                                                 |                                                 |                                                 |                                                 |                                                 |                                                 |                                                 |                                                 |                                                 |
| 6                                 |                                                 |                                                 |                                                 |                                                 |                                                 |                                                 |                                                 |                                                 |                                                 | –Cl                                             | –F                                              |                                                 |                                                 |
| 2'                                |                                                 |                                                 |                                                 |                                                 |                                                 |                                                 |                                                 |                                                 |                                                 |                                                 |                                                 | –Cl                                             |                                                 |
| 3'                                |                                                 | –COOCH3                                         | –OCH3                                           |                                                 |                                                 | –COOH                                           | –(COOCH2)2CH3                                   | –COOCHCH3COOCH2CH3                              | –OC2H5                                          |                                                 |                                                 | –NH2                                            | –CONHSO2CH3                                     |
| CAS-Nummer                        | 1836-75-5                                       | 42576-02-3                                      | 32861-85-1                                      | 20115-34-8                                      | 15457-05-3                                      | 50594-66-6                                      | 77501-90-7                                      | 77501-63-4                                      | 42874-03-3                                      | 1836-77-7                                       | 13738-63-1                                      | 74070-46-5                                      | 72178-02-0                                      |
| PubChem                           | 15787                                           | 39230                                           | 36250                                           | 29951                                           | 27295                                           | 44073                                           | 53672                                           | 62276                                           | 39327                                           | 15788                                           | 26247                                           | 92389                                           | 51556                                           |
| Summenformel                      | C12H7Cl2NO3                                     | C14H9Cl2NO5                                     | C13H9Cl2NO4                                     | C12H7ClN2O5                                     | C13H7F3N2O5                                     | C14H7ClF3NO5                                    | C18H13ClF3NO7                                   | C19H15ClF3NO7                                   | C15H11ClF3NO4                                   | C12H6Cl3NO3                                     | C12H6Cl2FNO3                                    | C15H10ClF3N2O6S                                 |                                                 |
| LD50 in mg·kg−1 (R=Ratte, M=Maus) | 3 050 (R)                                       | 6 400 (R)                                       | 10 500 (R)                                      | 27 750 (M)                                      | >10 000 (R)                                     | 1 300 (R)                                       |                                                 |                                                 | >5 000 (R)                                      | 10 800 (R)                                      | 2 500 (M)                                       | > 6 500 (R)                                     | 1 250 (R)                                       |

## 3- oder 3,5-substituierte Herbizide
|                                   | 3- oder 3,5-substituierte (wirken auch ohne Licht) | 3- oder 3,5-substituierte (wirken auch ohne Licht) |
| --------------------------------- | -------------------------------------------------- | -------------------------------------------------- |
| Name                              | 1-Methyl-3-(4-nitrophenoxy)benzol                  | DMNP (HW-40187)                                    |
| Grundstruktur                     |                                                    |                                                    |
| 2                                 |                                                    |                                                    |
| 3                                 | –CH3                                               | –CH3                                               |
| 4                                 |                                                    |                                                    |
| 5                                 |                                                    | –CH3                                               |
| 6                                 |                                                    |                                                    |
| 2'                                |                                                    |                                                    |
| 3'                                |                                                    |                                                    |
| CAS-Nummer                        | 2303-25-5                                          | 1630-17-7                                          |
| PubChem                           | 16816                                              | 15397                                              |
| Summenformel                      | C13H11NO3                                          | C14H13NO3                                          |
| LD50 in mg·kg−1 (R=Ratte, M=Maus) | 1 700 (M)                                          | 3 400 (M)                                          |